# Król Dawid (film)
Król Dawid (ang. King David) – brytyjsko-amerykański film biograficzny z 1985 w reżyserii Bruce’a Beresforda. Scenariusz powstał w oparciu o Biblię, a tematem filmu była historia życia izraelskiego króla Dawida, którą przedstawiono od dzieciństwa aż po dorosłość. 
Zdjęcia kręcono we Włoszech (m.in. Matera i Craco w regionie Basilicata, Campo Imperatore w Abruzji, Oliena i Burgos na Sardynii).

## Obsada
- Richard Gere – Dawid
- Edward Woodward – Saul
- Alice Krige – Batszeba
- Denis Quilley – Samuel
- Niall Buggy – Natan
- Cherie Lunghi – Mikal
- Hurd Hatfield – Achimelek
- Jack Klaff – Jonatan
- John Castle – Abner
- Tim Woodward – Joab
- David de Keyser – Achitofel
- Ian Sears – młody Dawid
- Simon Dutton – Eliab
- Jean-Marc Barr – Absalom
- George Eastman – Goliat
- Arthur Whybrow – Jesse
- Christopher Malcolm – Doeg
- Gina Bellman – Tamar
- James Coombes – Amnon

i inni.